# Modelo contextual de Edward T. Hall
El modelo contextual de Edward T. Hall pretende explicar cómo afecta el contexto, la administración del tiempo y el espacio a la comunicación intercultural, es decir, la comunicación entre culturas. Edward T. Hall fue un antropólogo relevante para la psicología social de la comunicación e hizo grandes descubrimientos sobre clave de factores culturales, concretamente los factores del contexto cultural y comunicativo.
En este modelo contextual se tiene en cuenta la contextualización de la comunicación: dado que el ser humano se encuentra entre una multitud de estímulos perceptivos de los cuales le es imposible prestar total atención, la cultura actúa como filtro seleccionador de estímulos y cómo interpretarlos.
Edward Hall, en función del contexto, define dos tipos de culturas: 
Culturas de contexto alto (CCA) y culturas de contexto bajo (CCB). Por lo tanto, diferencia entre aquellas culturas en que la mayor parte de la información está en el contexto físico o interiorizado de la persona, y aquellas culturas en las que la información está explícita en el mensaje. 
Entender el concepto de cultura alto o bajo es una primera aproximación a las negociaciones y comunicaciones internacionales.

## Culturas de contexto alto
Las culturas de contexto alto (o de high context) se caracterizan por la presencia de elementos contextuales que ayudan a la gente a entender las reglas. Las palabras pierden importancia en beneficio del contexto. En estas culturas se usan menos los documentos legales, la palabra es determinante, y esto hace que las negociaciones sean mucho más lentas. La posición social (status) es determinante, al igual que el conocimiento sobre ésta. Japón, gran parte de Asia, África, países árabes, y en general Hispanoamérica, son ejemplos de estas culturas. En estos países pues, las negociaciones son mucho más lentas dado que antes de acordar nada es preciso establecer una relación personal que asegure una confianza entre las partes.
Así, las culturas de high context (CCA) desarrollan muy poco contenido verbal explícito, dando siempre más relevancia a los aspectos no verbales de la comunicación, así como a la subjetivación de ésta. Los estilos utilizados en la comunicación son más indirectos, se promueve la cooperación y participación fomentando la armonía del grupo. En este ámbito suelen tenerse en cuenta los sentimientos y la intuición, así como la lealtad, la confianza y el respeto para con el grupo. 
Cabe añadir que esto puede ser confuso para aquellas personas que no entienden las normas “no escritas” de la cultura.

## Culturas de contexto bajo
Contrariamente, las culturas de contexto bajo (o de low context) tienen como característica principal que basan la comunicación en el lenguaje verbal, dando gran importancia a la lógica y el razonamiento verbal de cada miembro. De esta forma se favorece una separación entre el tema y la persona. Suele utilizarse el estilo de comunicación directo; preguntando directamente y eludiendo así ambigüedades. En cuanto a la negociación entre los miembros, se gestiona de manera lineal lógica y siempre de manera posterior a un análisis. 
Así, en las culturas de low context (CCB) pocas normas se toman como sabidas, lo que significa que es una cultura que precisa de más explicaciones y que, por lo tanto, genera menos posibilidad de malentendidos. En este tipo de culturas las palabras transmiten la mayor parte de la información. Los documentos legales se consideran indispensables y los detalles en los negocios se analizan rápidamente. Europa (a excepción de Gran Bretaña) y los Estados Unidos son ejemplos de este tipo de cultura en que no predominan los factores contextuales en la comunicación. 
En este modelos, Hall realiza una clara diferenciación sobre cómo las culturas gestionan y usan el tiempo. Es este sentido, vuelve a presentar un continuum en que incluye dos tipos de tiempo: el tiempo monocrónico (M-Time) y el tiempo policrónico (P-Time).
En el primer caso, el tiempo monocrónico, la utilización del tiempo se traduce en hacer una sola cosa en el momento preciso. Esto significa organizar el tiempo en pequeños segmentos para poder realizar las actividades una tras otra en riguroso orden. Para este fin es preciso un buen planeamiento de los objetivos y el compromiso y la puntualidad se vuelven ineludibles convirtiéndose en una norma de conducta.
En las culturas llamadas policrónicas, por otra parte, la interacción humana es valorada por encima del tiempo y de las cosas materiales, dejando en un segundo término el trabajo en sí para cuidar las relaciones personales. Su preocupación por las “cosas hechas” queda relegada por el ocuparse de las cosas en el momento requerido. En este sentido, la puntualidad y el compromiso pierden importancia en beneficio del respeto por las cosas “bien hechas” y acabadas. Esto se traduce en una constante interrupción del trabajo, flexibilidad en el planteamiento de las actividades y la concepción del compromiso como algo a alcanzar sólo si se puede. 
Mientras que las culturas monocrónicas tienden a ser de bajo contexto, las culturas policrónicas se rigen por un alto contexto.
Con esto, es fácil entrever cómo la interpretación que conlleva ciertas conductas relacionadas con el tiempo pueden ocasionar graves conflictos entre personas que provengan de referentes culturales diversos en cuanto al tiempo (por ejemplo, llegar diez minutos después de la hora acordada puede ser percibido como un simple retraso o como una falta de respeto o, incluso de educación, en función de la cultura a la que se pertenezca).
Después de la división de contexto y de tiempo Hall, en su teoría, también tiene en cuenta el espacio: por una parte habla de personas que necesitan espacio en todas sus áreas (personas que precisan mantener su espacio vital respecto a los otros para sentirse cómodos en compañía) o quien necesita marcar su territorio y se preocupa por defender su propiedad, aunque eso signifique intentar obtener las áreas que cree suyas mediante disputas de límites, extendiéndose éstas a las preocupaciones generadas por la propiedad física y matek,l,ñ.  rial. Estas personas son las que Hall llama “de high territoriality” (alta territoriedad) y suelen encontrarse en culturas de bajo contexto.
En el otro extremo del continuum espacio se encuentran aquellas personas que aspiran a una menor propiedad y eso les lleva a dar menos importancia a las disputas por los límites de espacio (suelen compartir sus propiedades); son las llamadas por Hall “de low territoriality” (baja territoriedad). Con frecuencia la gente con baja territorialidad tiende a dar una mayor importancia también al contexto (forman parte de las culturas de alto contexto).